# Vespa cayana
Vespa cayana är en getingart som beskrevs av Gottfried Christian Reich 1795. Vespa cayana ingår i släktet bålgetingar, och familjen getingar. Inga underarter finns listade i Catalogue of Life.